# Хаветофт
Хаветофт (њем. Havetoft) општина је у њемачкој савезној држави Шлезвиг-Холштајн. Једно је од 134 општинска средишта округа Шлезвиг-Фленсбург. Према процјени из 2010. у општини је живјело 867 становника. Посједује регионалну шифру (AGS) 1059037.

## Географски и демографски подаци
Хаветофт се налази у савезној држави Шлезвиг-Холштајн у округу Шлезвиг-Фленсбург. Општина се налази на надморској висини од 39 метара. Површина општине износи 14,5 km². У самом мјесту је, према процјени из 2010. године, живјело 867 становника. Просјечна густина становништва износи 60 становника/km².